# Пюхерсройт
Пюхерсройт (нім. Püchersreuth) — громада в Німеччині, розташована в землі Баварія. Підпорядковується адміністративному округу Верхній Пфальц. Входить до складу району Нойштадт-ан-дер-Вальднааб. Складова частина об'єднання громад Нойштадт-ан-дер-Вальднааб.
Площа — 25,21 км2. Населення становить 1664 ос. (станом на 31 грудня 2020).

## Галерея

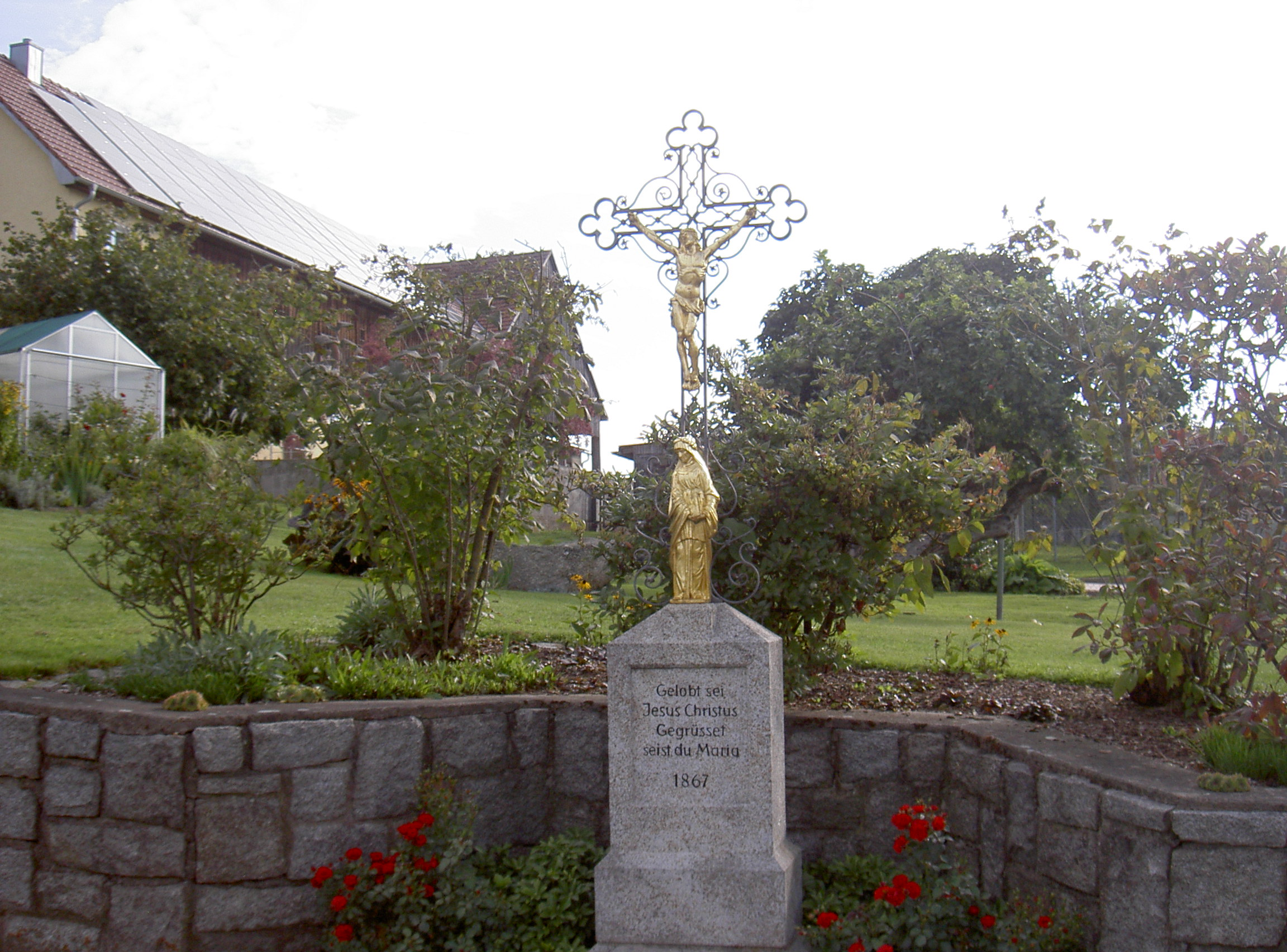
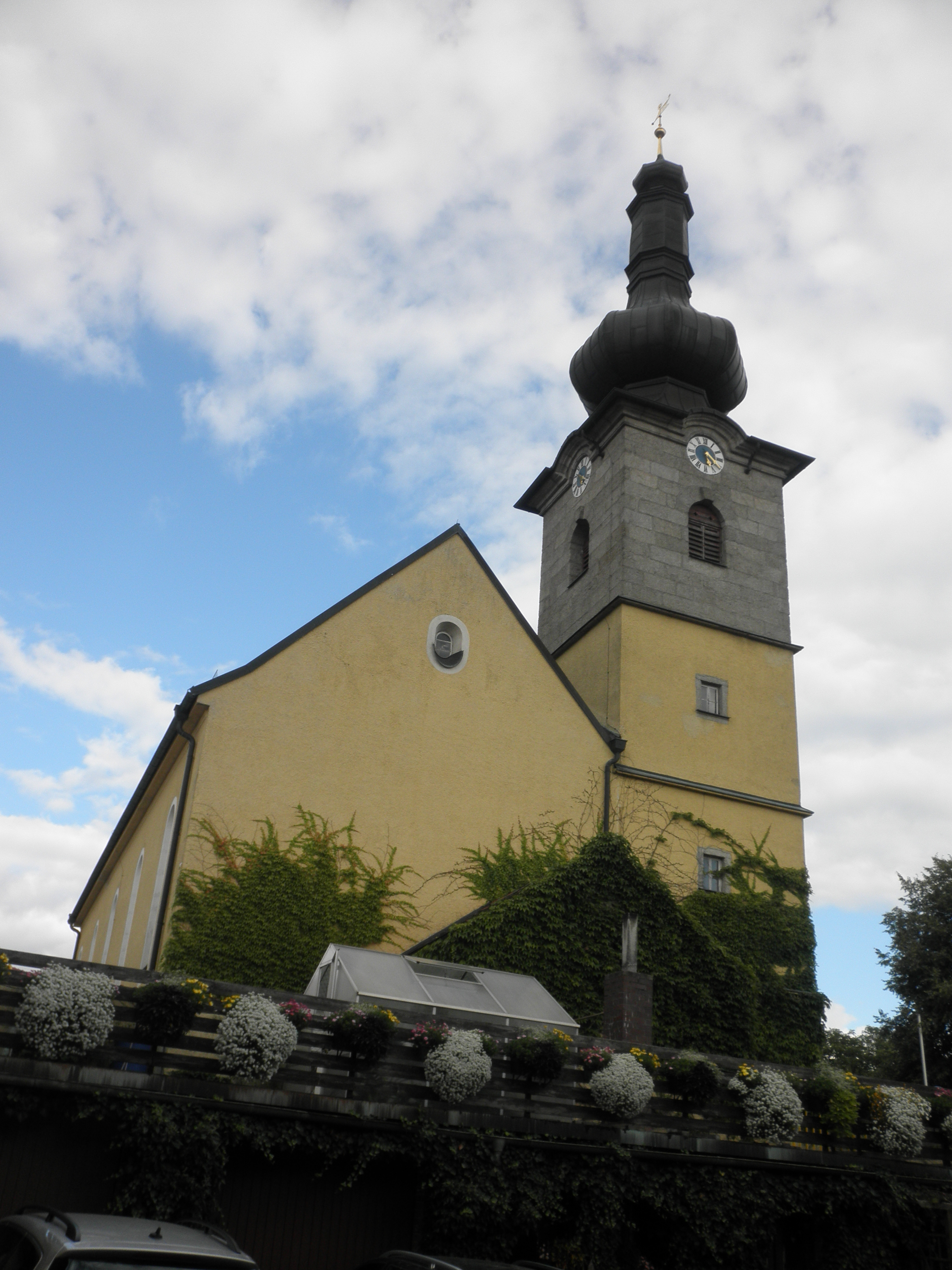